# Robert Ludlum
Œuvres principales
- La Mémoire dans la peau
- Le Cercle bleu des Matarèse
- L'Héritage Scarlatti

Robert Ludlum, né le 25 mai 1927 à New York et mort le 12 mars 2001 à Naples en Floride, est un écrivain, comédien et  metteur en scène américain. Il est surtout connu pour ses romans d'espionnage. Il a également écrit sous les pseudonymes de Jonathan Ryder et de Michael Shepherd.

## Biographie
Né en 1927 à New York, Robert Ludlum a grandi dans le New Jersey. Il se destine très tôt au théâtre mais, attiré également par la carrière militaire, s'engage avant sa majorité dans les Marines durant la Seconde Guerre mondiale.
À la fin de la guerre, il reprend des études à l'université Wesleyenne, puis devient comédien et metteur en scène. À quarante ans, il se tourne vers l'écriture.
Son premier suspense, L'Héritage Scarlatti, publié en 1971, est immédiatement un succès et l'impose comme le maître du roman d'espionnage. Depuis, il a publié une série de romans qui sont autant de chefs-d'œuvre du genre.
Avant sa mort, il vivait dans le Connecticut avec sa femme. Grand voyageur, il aimait aussi séjourner dans les capitales de la vieille Europe où se situent nombre de ses intrigues.
Il est mort en 2001 à l'âge de 73 ans.
Il a écrit 26 romans d'espionnage et vendu 210 millions de livres de par le monde. Ses livres ont été traduits dans 32 langues différentes.

## Œuvres posthumes et exploitation du nom de l'auteur
Au moment de sa mort en 2001, Robert Ludlum travaillait simultanément à plusieurs romans. Quatre d'entre eux ont pu paraître à titre posthume. Les autres brouillons trouvés dans ses tiroirs, souvent des ébauches à l'état embryonnaire, ont été confiés à d'autres auteurs avec mission de rester fidèle autant que possible à l'esprit original. Ainsi ont paru des romans dans la série Jason Bourne écrits par Eric Van Lustbader et des romans dans la série Paul Janson écrits par Paul Garrison. Ces romans « D'après Robert Ludlum » sont aujourd'hui plus nombreux que les romans publiés du vivant de l'auteur.

## Œuvre

### Romans
- 1971 : L'Héritage Scarlatti (The Scarlatti Inheritance), Robert Laffont, coll. « Best-sellers », 1985
- 1972 : Le Week-end Osterman (The Osterman Weekend), Robert Laffont, coll. « Best-sellers », 1983
- 1973 : Une invitation pour Matlock (The Matlock Paper), Robert Laffont, coll. « Best-sellers », 1987
- 1973 : La Conspiration Trevayne (Trevayne, signé Jonathan Ryder), Robert Laffont, coll. « Best-sellers », 1997
- 1974 : Le Secret Halidon (The Cry of Halidon, signé Jonathan Ryder), Robert Laffont, coll. « Best-sellers », 1998
- 1975 : L'Échange Rhinemann (The Rhinemann Exchange), Robert Laffont, coll. « Best-sellers », 1990
- 1976 : Le Duel des gémeaux (The Gemini Contenders), Robert Laffont, coll. « Best-sellers », 1994
- 1977 : Le Manuscrit Chancellor (The Chancellor Manuscript), Robert Laffont, coll. « Best-sellers », 1992 — édité une première fois en 1978 sous le titre L'Homme qui fit trembler l'Amérique par les Presses de la Cité
- 1978 : Le Pacte Holcroft (The Holcroft Convenant), Robert Laffont, coll. « Best-sellers », 1986
- 1982 : La Mosaïque Parsifal (The Parsifal Mosaic), Robert Laffont, coll. « Best-sellers », 1982
- 1984 : La Progression Aquitaine (The Aquitaine Progression), Robert Laffont, coll. « Best-sellers », 1984
- 1988 : L'Agenda Icare (The Icarus Agenda), Robert Laffont, coll. « Best-sellers », 1989
- 1993 : L'Illusion Scorpio (The Scorpio Illusion), Robert Laffont, coll. « Best-sellers », 1995
- 1995 : Les Veilleurs de l'apocalypse (The Apocalypse Watch), Robert Laffont, coll. « Best-sellers », 1996
- 2000 : La Trahison Prométhée (The Prometheus Deception), Grasset, coll. « Thriller », 2001

Publiés à titre posthume :
- 2001 : Le Protocole Sigma (The Sigma Protocol), Grasset, coll. « Thriller », 2003
- 2003 : La Trahison Tristan (The Tristan Betrayal), Grasset, coll. « Thriller », 2007
- 2005 : L'Alerte Ambler (The Ambler Warning), Grasset, coll. « Thriller », 2007
- 2006 : La Stratégie Bancroft (The Bancroft Strategy), Grasset, coll. « Thriller », 2009

### Romans de la sérieJason Bourne
1. 1980 : La Mémoire dans la peau (The Bourne Identity), Robert Laffont, coll. « Best-sellers », 1980
2. 1986 : La Mort dans la peau (The Bourne Supremacy), Robert Laffont, coll. « Best-sellers », 1986
3. 1990 : La Vengeance dans la peau (The Bourne Ultimatum), Robert Laffont, coll. « Best-sellers », 1991

#### Romans d'Eric Van Lustbader d'après Robert Ludlum
4. 2004 : La Peur dans la peau (The Bourne Legacy), Eric Van Lustbader d'après Robert Ludlum, Grasset, coll. « Thriller », 2007
5. 2007 : La Trahison dans la peau (The Bourne Betrayal), Eric Van Lustbader d'après Robert Ludlum, Grasset, coll. « Thriller », 2010
6. 2008 : Le Danger dans la peau (The Bourne Sanction), Eric Van Lustbader d'après Robert Ludlum, Grasset, coll. « Thriller », 2010
7. 2009 : Le Mensonge dans la peau (The Bourne Deception), Eric Van Lustbader d'après Robert Ludlum, Grasset, coll. « Thriller », 2011
8. 2010 : La Poursuite dans la peau (The Bourne Objective), Eric Van Lustbader d'après Robert Ludlum, Grasset, coll. « Thriller », 2011
9. 2011 : La Traque dans la peau (The Bourne Dominion), Eric Van Lustbader d'après Robert Ludlum, Grasset, coll. « Thriller », 2014
10. 2012 : L'Urgence dans la peau (The Bourne Imperative), Eric Van Lustbader d'après Robert Ludlum, Grasset, coll. « Thriller », 2016
11. 2013 : La Revanche dans la peau (The Bourne Retribution), Eric Van Lustbader d'après Robert Ludlum, Grasset, coll. « Thriller », 2017
12. 2014 : La Terreur dans la peau (The Bourne Ascendancy), Eric Van Lustbader d'après Robert Ludlum, Grasset, coll. « Thriller », 2018
13. 2016 : The Bourne Enigma, Eric Van Lustbader d'après Robert Ludlum
14. 2017 : The Bourne Initiative, Eric Van Lustbader d'après Robert Ludlum

#### Romans de Brian Freeman d'après Robert Ludlum
15. 2020 : La Mutation dans la peau (The Bourne Evolution), Brian Freeman d'après Robert Ludlum
16. 2021 : La Traitrise dans la peau (The Bourne Treachery), Brian Freeman d'après Robert Ludlum
17. 2022 : The Bourne Sacrifice, Brian Freeman d'après Robert Ludlum
18. 2023 : The Bourne Defiance, Brian Freeman d'après Robert Ludlum
19. 2024 : The Bourne Shadow, Brian Freeman d'après Robert Ludlum

### Romans de la sérieMacKenzie & Sam Devereaux
- 1975 : Sur la route de Gandolfo (The Road to Gandolfo, signé Michel Shepherd), Robert Laffont, coll. « Best-sellers », 1988
- 1992 : La Route d'Omaha (The Road to Omaha), Robert Laffont, coll. « Best-sellers », 1993

### Romans de la sérieLe Cercle des Matarèse
- 1979 : Le Cercle bleu des Matarèse (The Matarese Circle), Robert Laffont, coll. « Best-sellers », 1983
- 1997 : Le Complot des Matarèse (The Matarese Countdown), Grasset, coll. « Thriller », 1999

### Romans de la sérieCovert-One/«Réseau bouclier»
- 1999 : Opération Hadès (The Hades Factor), avec Gayle Lynds, Grasset, coll. « Thriller », 2001
- 2001 : Le Pacte de Cassandre (The Cassandra Compact), avec Philip Shelby, Grasset, coll. « Thriller », 2002
- 2001 : Objectif Paris (The Paris Option), avec Gayle Lynds, Grasset, coll. « Thriller », 2004
- 2003 : Le Code Altman (The Altman Code), avec Gayle Lynds), Grasset, coll. « Thriller », 2006
- 2004 : La Vendetta Lazare (The Lazarus Vendetta), avec Patrick Larkin, Grasset, coll. « Thriller », 2006
- 2005 : Le Vecteur Moscou (The Moscow Vector), avec Patrick Larkin, Grasset, coll. « Thriller », 2008
- 2007 : Le Danger arctique (The Arctic Event), avec James Cobb, Grasset, coll. « Thriller », 2009
- 2011 : Opération Arès (The Ares Decision), avec Kyle Mills, Grasset, coll. « Thriller », 2012
- 2012 : La Vengeance de Janus (The Janus Reprisal), Jamie Freveletti d'après Robert Ludlum, Grasset, coll. « Thriller », 2014
- 2013 : L'Expérience Utopia (The Utopia Experiment), Kyle Mills d'après Robert Ludlum, Grasset, coll. « Thriller », 2016
- 2015 : La Stratégie de Genève (The Geneva Strategy), Jamie Freveletti d'après Robert Ludlum, Grasset, coll. « Thriller », 2018
- 2015 : L'Attentat patriote (The Patriot Attack), Kyle Mills d'après Robert Ludlum, Grasset, coll. « Thriller », 2019

### Romans de la sérieJanson
- 2002 : La Directive Janson (The Janson Directive), Grasset, coll. « Thriller », 2005
- 2012 : La Mission Janson (The Janson Command), Paul Garrison d'après Robert Ludlum, Grasset, coll. « Thriller », 2013
- 2013 : Le Choix Janson (The Janson Option), Paul Garrison d'après Robert Ludlum, Grasset, coll. « Thriller », 2015
- 2015 : L'Équation Janson (The Janson Equation), Douglas Corleone d'après Robert Ludlum, Grasset, coll. « Thriller », 2017

## Filmographie

### Adaptations au cinéma
Une adaptation cinématographique de la série Jason Bourne a vu le jour :
1. Une première version de La Mémoire dans la peau est sorti en 1988 avec Richard Chamberlain
2. La Mémoire dans la peau est sorti en France le 25 septembre 2002.
3. La Mort dans la peau est sorti en France le 8 septembre 2004.
4. La Vengeance dans la peau est sorti en France le 12 septembre 2007.
5. Jason Bourne : L'Héritage est sorti le 19 septembre 2012.
6. Jason Bourne de Paul Greengrass est sorti le 29 juillet 2016.

D'autres films sont tirés des romans Le Week-End Osterman (par Sam Peckinpah) et L'Échange Rhinemann. En 1985, John Frankenheimer adapte Le Pacte Holcroft avec Michael Caine dans le rôle principal.

### Adaptations à la télévision
- Il existe également un feuilleton télévisé fait à partir de La Mémoire dans la peau et mettant en vedette Richard Chamberlain.
- En 2006, Covert One : The Hades Factor a été adapté par Mick Jackson. Il en a fait un téléfilm d'environ trois heures.